# Калдас да Раиња
Калдас да Раиња (порт. Caldas da Rainha) је значајан град у Португалији, смештен у њеном западном делу. Град је друго по важности насеље у саставу округа Леирија, где чини једну од општина.
Калдас да Реиња је позната бања у Португалији, а име града у преводу значи „Краљичини извори“.

## Географија
Град Калдас да Раиња се налази у западном делу Португалије. Од главног града Лисабона град је удаљен 95 километара северно, а од Портоа град 235 јужно. 
Рељеф: Калдас да Раиња у равничарској области Беира, на приближно 50 m надморске висине. Око града се пружа плодно и густо насељено подручје.
Клима: Клима у Калдасу да Раињи је блага умерено континентална клима са значајним утицајем Атлантика и Голфске струје (веће количине падавина).
Воде: Калдас да Раиња лежи на 8 километара удаљености Атлантског океана. У граду постоје термални извори на основу којих су данас развијене бањске делатности.

## Историја
Подручје Калдаса да Раиње насељено још у време праисторије. Међутим, развој савременог насеља почео је 1484. године, када је краљица Леонора открила лековитост месних извора топле воде и наредила изградњу болнице. Ускоро се ту образовало насеље са нагласком на бањским делатностима. Насеље по краљици ноци данашње име - у преводу „Краљичини извори“.
Град је добио градска права тек 1932. године. У то време град није био само бања, већ и стециште за одмор и уживање, па је било веома привлачно за уметнике и интелигенцију. Град и данас носи ове одлике.

## Становништво
По последњих проценама из 2011. године општина Калдас да Раиња има око 52 хиљаде становника, од чега око 28 хиљада живи на градском подручју. Општина је густо насељена.

## Галерија
- Бањске зграде
- Стара болница
- Музеј Антонија Дуартеа
- Градска кућа